# Чемпіонат світу з фристайлу та сноубордингу 2023
Чемпіонат світу з фристайлу та сноубордингу 2023 відбувся в грузинському місті Бакуріані з 19 лютого по 5 березня 2023 року. Він став першим чемпіонатом світу з зимових видів спорту, який приймала Грузія.
Загалом було розіграно 30 комплектів нагород: 16 у фристайлі та 14 у сноубордингу.

## Розклад
| Дисципліна↓ / Дата →           | 19 лют Нд | 19 лют Нд | 20 лют Пн | 20 лют Пн | 21 лют Вт | 21 лют Вт | 22 лют Ср | 22 лют Ср | 23 лют Чт | 23 лют Чт | 24 лют Пт | 24 лют Пт | 25 лют Сб | 25 лют Сб | 26 лют Нд | 26 лют Нд | 27 лют Пн | 27 лют Пн | 28 лют Вт | 28 лют Вт | 1 бер Ср | 1 бер Ср | 2 бер Чт | 2 бер Чт | 3 бер Пт | 3 бер Пт | 4 бер Сб | 4 бер Сб | 5 бер Нд | 5 бер Нд |
| Фристайл                       | Фристайл  | Фристайл  | Фристайл  | Фристайл  | Фристайл  | Фристайл  | Фристайл  | Фристайл  | Фристайл  | Фристайл  | Фристайл  | Фристайл  | Фристайл  | Фристайл  | Фристайл  | Фристайл  | Фристайл  | Фристайл  | Фристайл  | Фристайл  | Фристайл | Фристайл | Фристайл | Фристайл | Фристайл | Фристайл | Фристайл | Фристайл | Фристайл | Фристайл |
| ------------------------------ | --------- | --------- | --------- | --------- | --------- | --------- | --------- | --------- | --------- | --------- | --------- | --------- | --------- | --------- | --------- | --------- | --------- | --------- | --------- | --------- | -------- | -------- | -------- | -------- | -------- | -------- | -------- | -------- | -------- | -------- |
| Акробатика                     |           |           |           |           | Q ж.      |           |           |           | Q ч.      | Ф         |           |           |           |           |           |           |           |           |           |           |          |          |          |          |          |          |          |          |          |          |
| Біг-ейр                        |           |           |           |           |           |           |           |           |           |           |           |           |           |           |           |           |           |           |           |           |          |          |          |          |          |          |          |          | Q        | Ф        |
| Могул                          |           |           |           |           |           |           |           |           |           |           |           |           | Q         | Ф         |           |           |           |           |           |           |          |          |          |          |          |          |          |          |          |          |
| Паралельний могул              |           |           |           |           |           |           |           |           |           |           |           |           |           |           | Q         | Ф         |           |           |           |           |          |          |          |          |          |          |          |          |          |          |
| Скікрос                        |           |           |           |           |           |           |           |           |           |           | Q         | Q         |           |           | Ф         | Ф         |           |           |           |           |          |          |          |          |          |          |          |          |          |          |
| Слоупстайл                     |           |           |           |           |           |           |           |           |           |           |           |           |           |           | Q         | Q         |           |           | Ф         | Ф         |          |          |          |          |          |          |          |          |          |          |
| Хафпайп                        |           |           |           |           |           |           |           |           |           |           |           |           |           |           |           |           |           |           |           |           |          |          | Q        | Q        |          |          | Ф        | Ф        |          |          |
| Акробатика (команда)           | Q         | Ф         |           |           |           |           |           |           |           |           |           |           |           |           |           |           |           |           |           |           |          |          |          |          |          |          |          |          |          |          |
| Скікрос (команда)              |           |           |           |           |           |           |           |           |           |           |           |           |           |           | Q         | Ф         |           |           |           |           |          |          |          |          |          |          |          |          |          |          |
| Сноубординг                    |           |           |           |           |           |           |           |           |           |           |           |           |           |           |           |           |           |           |           |           |          |          |          |          |          |          |          |          |          |          |
| Біг-ейр                        |           |           |           |           |           |           |           |           |           |           |           |           |           |           |           |           |           |           |           |           |          |          |          |          |          |          | Q        | Q        | Ф        | Ф        |
| Паралельний слалом             |           |           |           |           | Q         | Ф         |           |           |           |           |           |           |           |           |           |           |           |           |           |           |          |          |          |          |          |          |          |          |          |          |
| Паралельний гігантський слалом | Q         | Ф         |           |           |           |           |           |           |           |           |           |           |           |           |           |           |           |           |           |           |          |          |          |          |          |          |          |          |          |          |
| Слоупстайл                     |           |           |           |           |           |           |           |           |           |           | Q         | Q         |           |           | Q         | Q         | Ф         | Ф         |           |           |          |          |          |          |          |          |          |          |          |          |
| Сноубордкрос                   |           |           |           |           |           |           |           |           |           |           |           |           |           |           |           |           |           |           |           |           |          |          | Q        | Q        | Ф        | Ф        |          |          |          |          |
| Хафпайп                        |           |           |           |           |           |           |           |           |           |           |           |           |           |           |           |           |           |           |           |           | Q        | Q        |          |          | Ф        | Ф        |          |          |          |          |
| Паралельний слалом (команда)   |           |           |           |           |           |           | Q         | Ф         |           |           |           |           |           |           |           |           |           |           |           |           |          |          |          |          |          |          |          |          |          |          |
| Сноубордкрос (команда)         |           |           |           |           |           |           |           |           |           |           |           |           |           |           |           |           |           |           |           |           |          |          |          |          |          |          | Q        | Ф        |          |          |

## Результати

### Фристайл

#### Чоловіки
| Event             | Золото                   | Золото                   | Срібло                       | Срібло                       | Бронза                   | Бронза              |
| ----------------- | ------------------------ | ------------------------ | ---------------------------- | ---------------------------- | ------------------------ | ------------------- |
| Акробатика        | Ное Рот Швейцарія        | 118.59                   | Квінн Дехлінгер США          | 114.48                       | Янг Лонгсяо КНР          | 110.18              |
| Могул             | Мікаель Кінгсбері Канада | 89.82                    | Метт Грем Австралія          | 88.90                        | Вальтер Вальберг Швеція  | 88.52               |
| Паралельний могул | Мікаель Кінгсбері Канада | Мікаель Кінгсбері Канада | Вальтер Вальберг Швеція      | Вальтер Вальберг Швеція      | Метт Грем Австралія      | Метт Грем Австралія |
| Скікрос           | Сімоне Деромедіс Італія  | Сімоне Деромедіс Італія  | Флоріан Вільмсманн Німеччина | Флоріан Вільмсманн Німеччина | Ерік Моберґ Швеція       | Ерік Моберґ Швеція  |
| Біг-ейр           | Трой Подмілсак США       | 187.75                   | Лукас Мюллауер Австралія     | 184.50                       | Бірк Рууд Норвегія       | 183.50              |
| Слоупстайл        | Бірк Рууд Норвегія       | 90.75                    | Крістіан Нуммедаль Норвегія  | 87.08                        | Андрі Рагеттлі Швейцарія | 84.33               |
| Хафпайп           | Брендан Маккей Канада    | 97.25                    | Йон Саллінен Фінляндія       | 95.75                        | Алекс Феррейра США       | 93.00               |

#### Жінки
| Event             | Золото                  | Золото                | Срібло                    | Срібло               | Бронза                    | Бронза                  |
| ----------------- | ----------------------- | --------------------- | ------------------------- | -------------------- | ------------------------- | ----------------------- |
| Акробатика        | Кун Фанью КНР           | 85.30                 | Деніелль Скотт Австралія  | 83.84                | Анастасія Новосад Україна | 82.84                   |
| Могул             | Перрін Лаффон Франція   | 87.40                 | Джелін Кауф США           | 83.56                | Авіталь Керролл Австрія   | 80.19                   |
| Паралельний могул | Перрін Лаффон Франція   | Перрін Лаффон Франція | Джелін Кауф США           | Джелін Кауф США      | Авіталь Керролл Австрія   | Авіталь Керролл Австрія |
| Скікрос           | Сандра Неслунд Швеція   | Сандра Неслунд Швеція | Катрін Офнер Австрія      | Катрін Офнер Австрія | Фанні Сміт Швейцарія      | Фанні Сміт Швейцарія    |
| Біг-ейр           | Тесс Ледо Франція       | 186.75                | Сандра Ейє Норвегія       | 175.00               | Меґан Олдем Канада        | 174.00                  |
| Слоупстайл        | Матільд Гремо Швейцарія | 87.95                 | Меґан Олдем Канада        | 87.75                | Юганна Кіллі Норвегія     | 84.71                   |
| Хафпайп           | Ганна Фаулгабер США     | 95.75                 | Зое Аткін Велика Британія | 94.50                | Рейчел Каркер Канада      | 92.25                   |

#### Змішана команда
| Event      | Золото                                             | Золото                            | Срібло                              | Срібло                             | Бронза                                                        | Бронза                              |
| ---------- | -------------------------------------------------- | --------------------------------- | ----------------------------------- | ---------------------------------- | ------------------------------------------------------------- | ----------------------------------- |
| Акробатика | США Ешлі Колдуелл Крістофер Лілліс Квінн Дехлінгер | 338.98                            | КНР Кун Фанью Лі Тіанма Янг Лонгсяо | 328.14                             | Україна Анастасія Новосад Олександр Окіпнюк Дмитро Котовський | 260.57                              |
| Скікрос    | Швеція Ерік Моберґ Сандра Неслунд                  | Швеція Ерік Моберґ Сандра Неслунд | Канада Ріс Гауден Маріелль Томпсон  | Канада Ріс Гауден Маріелль Томпсон | Італія Федеріко Томазоні Жолі Галлі                           | Італія Федеріко Томазоні Жолі Галлі |

### Сноубординг

#### Чоловіки
| Дисципліни                     | Золото                     | Золото                     | Срібло                     | Срібло                   | Бронза                  | Бронза                  |
| ------------------------------ | -------------------------- | -------------------------- | -------------------------- | ------------------------ | ----------------------- | ----------------------- |
| Біг-ейр                        | Тайга Хасегава Японія      | 177.25                     | Монс Рейсланд Норвегія     | 157.25                   | Ніколас Губер Швейцарія | 150.50                  |
| Хафпайп                        | Лі Че Ун Південна Корея    | 93.50                      | Валентіно Ґуселі Австралія | 93.00                    | Ян Шеррер Швейцарія     | 89.25                   |
| Слоупстайл                     | Маркус Клевеланд Норвегія  | 87.23                      | Ріома Кімата Японія        | 83.45                    | Кріс Корнінґ США        | 82.18                   |
| Паралельний гігантський слалом | Оскар Квятковський Польща  | Оскар Квятковський Польща  | Даріо Кавіцель Швейцарія   | Даріо Кавіцель Швейцарія | Александер Паєр Австрія | Александер Паєр Австрія |
| Паралельний слалом             | Андреас Проммеггер Австрія | Андреас Проммеггер Австрія | Арвід Онер Австрія         | Арвід Онер Австрія       | Арно Годе Канада        | Арно Годе Канада        |
| Сноубордкрос                   | Якоб Душек Австрія         | Якоб Душек Австрія         | Мартін Норль Німеччина     | Мартін Норль Німеччина   | Омар Візінтін Італія    | Омар Візінтін Італія    |

#### Жінки
| Дисципліни                     | Золото                    | Золото               | Срібло                             | Срібло                  | Бронза                  | Бронза                  |
| ------------------------------ | ------------------------- | -------------------- | ---------------------------------- | ----------------------- | ----------------------- | ----------------------- |
| Біг-ейр                        | Анна Гассер Австрія       | 162.50               | Міябі Оніцука Японія               | 161.25                  | Тесс Коуді Австралія    | 153.25                  |
| Хафпайп                        | Цай Сюетун КНР            | 90.50                | Елізабет Госкінґ Канада            | 85.50                   | Міцукі Оно Японія       | 83.00                   |
| Слоупстайл                     | Мія Брукс Велика Британія | 91.38                | Зої Садовскі-Синнотт Нова Зеландія | 88.78                   | Міябі Оніцука Японія    | 83.05                   |
| Паралельний гігантський слалом | Цубакі Мікі Японія        | Цубакі Мікі Японія   | Даніела Ульбінґ Австрія            | Даніела Ульбінґ Австрія | Александра Круль Польща | Александра Круль Польща |
| Паралельний слалом             | Жюлі Цогг Швейцарія       | Жюлі Цогг Швейцарія  | Ладіна Дженні Швейцарія            | Ладіна Дженні Швейцарія | Сабіна Шоффманн Австрія | Сабіна Шоффманн Австрія |
| Сноубордкрос                   | Ева Адамчикова Чехія      | Ева Адамчикова Чехія | Джозі Бафф Австралія               | Джозі Бафф Австралія    | Ліндсі Джекобелліс США  | Ліндсі Джекобелліс США  |

#### Змішана команда
| Дисципліни         | Золото                                        | Срібло                                     | Бронза                             |
| ------------------ | --------------------------------------------- | ------------------------------------------ | ---------------------------------- |
| Паралельний слалом | Італія Аарон Марч Надя Очнер                  | Австрія Андреас Проммеґґер Сабіна Шоффманн | Швейцарія Даріо Кавіцель Жюлі Цогг |
| Сноубордкрос       | Велика Британія Г'ю Найтінгайл Шарлотта Бенкс | Австрія Якоб Душек Піа Зерхолд             | Франція Мерлін Сюрже Клое Треспеш  |

## Виступ української збірної

### Фристайл
Чоловіки
| Дмитро Котовський Рівненська область   | акробатика | Н/Д   | Н/Д | Н/Д   | Н/Д | 100.44 | 15      | Завершив виступ | Завершив виступ | Завершив виступ | Завершив виступ |
| Максим Кузнєцов Рівненська область     | акробатика | Н/Д   | Н/Д | Н/Д   | Н/Д | 91.53  | 16      | Завершив виступ | Завершив виступ | Завершив виступ | Завершив виступ |
| Володимир Кушнір Рівненська область    | акробатика | Н/Д   | Н/Д | Н/Д   | Н/Д | 104.89 | 10 Q    | 101.65          | 3 Q             | 56.11           | 6               |
| Олександр Окіпнюк Закарпатська область | акробатика | Н/Д   | Н/Д | Н/Д   | Н/Д | 119.03 | 3 Q     | 77.37           | 9               | Завершив виступ | Завершив виступ |
| Орест Коваленко Рівненська область     | слоупстайл | 11.00 | 20  | 64.25 | 7   | 64.25  | 13 (24) | Завершив виступ | Завершив виступ | Завершив виступ | Завершив виступ |
| Орест Коваленко Рівненська область     | біг-ейр    | 84.60 | 6   | 25.20 | 16  | 84.60  | 9 (15)  | Завершив виступ | Завершив виступ | Завершив виступ | Завершив виступ |

Жінки
| Ангеліна Брикіна Івано-Франківська область | акробатика | 69.54 | 14  | 60.58 | 10 | 69.54 | 15   | Завершила виступ | Завершила виступ | Завершила виступ | Завершила виступ |
| Анастасія Гасюк Івано-Франківська область  | акробатика | DNF   | DNF | 67.28 | 8  | 67.28 | 17   | Завершила виступ | Завершила виступ | Завершила виступ | Завершила виступ |
| Ольга Полюк Хмельницька область            | акробатика | 81.58 | 8   | 78.01 | 6  | 81.58 | 9 Q  | 66.15            | 9                | Завершила виступ | Завершила виступ |
| Анастасія Новосад Рівненська область       | акробатика | 80.32 | 9   | 80.01 | 4  | 80.32 | 11 Q | 89.88            | 2 Q              | 82.84            | 3                |
| Кетерина Коцар Закарпатська область        | слоупстайл | 17.40 | 18  | 33.61 | 13 | 33.61 | 15   | Завершила виступ | Завершила виступ | Завершила виступ | Завершила виступ |
| Кетерина Коцар Закарпатська область        | біг-ейр    | 63.80 | 8   | 77.20 | 4  | 77.20 | 6    | 62.75            | 5                | 65.00 (127.75)   | 6 (5)            |

Змішана команда
| Спортсмени | Змагання        | Фінал                    | Фінал   | Фінал                    | Фінал   |
| Спортсмени | Змагання        | Фінал 1                  | Фінал 1 | Фінал 2                  | Фінал 2 |
| Спортсмени | Змагання        | Оцінка                   | Місце   | Оцінка                   | Місце   |
| --- | --------------- | ------------------------ | ------- | ------------------------ | ------- |
| Анастасія Новосад Рівненська областьОлександр Окіпнюк Закарпатська областьДмитро Котовський Рівненська область | змішана команда | 239.69 76.86 77.43 85.40 | 4 Q     | 260.57 87.42 84.51 88.64 | 3       |

### Сноубординг
Чоловіки
| Спортсмен                                 | Змагання                       | Кваліфікація | Кваліфікація    | Кваліфікація    | Кваліфікація    | 1/8 фіналу         | Чвертьфінал        | Півфінал           | Фінал              | Місце |
| Спортсмен                                 | Змагання                       | Час 1        | Час 2           | Загалом         | Місце           | Суперник Результат | Суперник Результат | Суперник Результат | Суперник Результат | Місце |
| ----------------------------------------- | ------------------------------ | ------------ | --------------- | --------------- | --------------- | ------------------ | ------------------ | ------------------ | ------------------ | ----- |
| Михайло Харук Івано-Франківська область   | паралельний гігантський слалом | 41.75        | 39.05           | 1:20.80         | 27              | Завершив виступ    | Завершив виступ    | Завершив виступ    | Завершив виступ    | 27    |
| Станіслав Гачак Івано-Франківська область | паралельний гігантський слалом | 44.33        | Завершив виступ | Завершив виступ | Завершив виступ | Завершив виступ    | Завершив виступ    | Завершив виступ    | Завершив виступ    | 45    |
| Василь Кашелюк Івано-Франківська область  | паралельний гігантський слалом | 41.66        | Завершив виступ | Завершив виступ | Завершив виступ | Завершив виступ    | Завершив виступ    | Завершив виступ    | Завершив виступ    | 40    |
| Олександр Белінський Київ                 | паралельний гігантський слалом | 41.36        | Завершив виступ | Завершив виступ | Завершив виступ | Завершив виступ    | Завершив виступ    | Завершив виступ    | Завершив виступ    | 37    |
| Михайло Харук Івано-Франківська область   | паралельний слалом             | 40.27        | 38.58           | 1:18.85         | 24              | Завершив виступ    | Завершив виступ    | Завершив виступ    | Завершив виступ    | 24    |
| Станіслав Гачак Івано-Франківська область | паралельний слалом             | 42.92        | Завершив виступ | Завершив виступ | Завершив виступ | Завершив виступ    | Завершив виступ    | Завершив виступ    | Завершив виступ    | 40    |
| Василь Кашелюк Івано-Франківська область  | паралельний слалом             | 39.79        | 39.76           | 1:19.55         | 25              | Завершив виступ    | Завершив виступ    | Завершив виступ    | Завершив виступ    | 25    |
| Олександр Белінський Київ                 | паралельний слалом             | 39.69        | Завершив виступ | Завершив виступ | Завершив виступ | Завершив виступ    | Завершив виступ    | Завершив виступ    | Завершив виступ    | 33    |

Жінки
| Спортсмен                               | Змагання                       | Кваліфікація | Кваліфікація     | Кваліфікація     | Кваліфікація     | 1/8 фіналу                    | Чвертьфінал                   | Півфінал           | Фінал              | Місце |
| Спортсмен                               | Змагання                       | Час 1        | Час 2            | Загалом          | Місце            | Суперник Результат            | Суперник Результат            | Суперник Результат | Суперник Результат | Місце |
| --------------------------------------- | ------------------------------ | ------------ | ---------------- | ---------------- | ---------------- | ----------------------------- | ----------------------------- | ------------------ | ------------------ | ----- |
| Аннамарі Данча Закарпатська область     | паралельний гігантський слалом | 41.30        | 40.31            | 1:21.61          | 2 Q              | Перемога Мелані Хочрейтер DNF | Поразка Лучія Дальмассо +3.33 | Завершила виступ   | Завершила виступ   | 5     |
| Віта Боднарук Івано-Франківська область | паралельний гігантський слалом | 43.67        | 49.19            | 1:32.86          | 29               | Завершила виступ              | Завершила виступ              | Завершила виступ   | Завершила виступ   | 29    |
| Олександра Мальованна Київ              | паралельний гігантський слалом | 43.85        | 44.55            | 1:28.40          | 24               | Завершила виступ              | Завершила виступ              | Завершила виступ   | Завершила виступ   | 24    |
| Надія Гапатин Закарпатська область      | паралельний гігантський слалом | 44.90        | 43.84            | 1:28.74          | 25               | Завершила виступ              | Завершила виступ              | Завершила виступ   | Завершила виступ   | 25    |
| Аннамарі Данча Закарпатська область     | паралельний слалом             | 41.05        | 40.76            | 1:21.81          | 13 Q             | Поразка Шеєнн Лох +0.65       | Завершила виступ              | Завершила виступ   | Завершила виступ   | 15    |
| Віта Боднарук Івано-Франківська область | паралельний слалом             | 45.59        | Завершила виступ | Завершила виступ | Завершила виступ | Завершила виступ              | Завершила виступ              | Завершила виступ   | Завершила виступ   | 36    |
| Олександра Мальованна Київ              | паралельний слалом             | 44.24        | Завершила виступ | Завершила виступ | Завершила виступ | Завершила виступ              | Завершила виступ              | Завершила виступ   | Завершила виступ   | 33    |
| Надія Гапатин Закарпатська область      | паралельний слалом             | 49.99        | Завершила виступ | Завершила виступ | Завершила виступ | Завершила виступ              | Завершила виступ              | Завершила виступ   | Завершила виступ   | 38    |